# Elecciones presidenciales de la República Dominicana
El gobierno de la República Dominicana se lleva a cabo en un marco de una democracia representativa, mediante la cual el Presidente de la República Dominicana es a la vez Jefe de Estado y jefe de gobierno, y de un sistema multipartidista. El poder ejecutivo es ejercido por el gobierno. El poder legislativo reside en las dos cámaras del Congreso Nacional, que está conformado por dos cámaras legislativas: El Senado, que es el ente de representación territorial, cuenta con 32 escaños, uno por cada una de las treinta y una provincias y otro en representación del Distrito Nacional; y la Cámara de Diputados, con 178 escaños. El Poder judicial es independiente del poder ejecutivo y legislativo.
Las elecciones se llevan a cabo el 16 de mayo cada 4 años, El día puede variar si dicho día no es domingo. 
Los resultados llegan al público en boletines vía TV y RADIO. El último boletín está previsto a entregarse a las 11:59 p. m. del mismo día de no ser así se estarán emitiendo boletines hasta concluir con el conteo de los votos. El día siguiente a las elecciones la JCE dará a conocer el ganador de las elecciones.

## Presidentes por voto directo
| N.º | Presidente | Presidente                         | Nació-Murió | Inicio del mandato   | Fin del mandato      | Partido | Vicepresidente(s)                     |
| --- | ---------- | ---------------------------------- | ----------- | -------------------- | -------------------- | ------- | ------------------------------------- |
| 1   |            | Joaquín Antonio Balaguer Ricardo   | 1906 - 2002 | 1 de julio de 1966   | 16 de agosto de 1970 | PRSC    | Francisco Augusto Lora                |
| 2   |            | Joaquín Antonio Balaguer Ricardo   | 1906 - 2002 | 16 de agosto de 1970 | 16 de agosto de 1974 | PRSC    | Carlos Rafael Goico Morales           |
| 3   |            | Joaquín Antonio Balaguer Ricardo   | 1906 - 2002 | 16 de agosto de 1974 | 16 de agosto de 1978 | PRSC    | Carlos Rafael Goico Morales           |
| 4   |            | Silvestre Antonio Guzmán Fernández | 1911 - 1982 | 16 de agosto de 1978 | 4 de julio de 1982   | PRD     | Jacobo Majluta Azar                   |
| 5   |            | Jacobo Majluta Azar                | 1934 - 1996 | 4 de julio de 1982   | 16 de agosto de 1982 | PRD     |                                       |
| 6   |            | José Salvador Omar Jorge Blanco    | 1926 - 2010 | 16 de agosto de 1982 | 16 de agosto de 1986 | PRD     | Manuel Fernández Mármol (1982 - 1983) |
| 7   |            | Joaquín Antonio Balaguer Ricardo   | 1906 - 2002 | 16 de agosto de 1986 | 16 de agosto de 1990 | PRSC    | Carlos Morales Troncoso               |
| 8   |            | Joaquín Antonio Balaguer Ricardo   | 1906 - 2002 | 16 de agosto de 1990 | 16 de agosto de 1994 | PRSC    | Carlos Morales Troncoso               |
| 9   |            | Joaquín Antonio Balaguer Ricardo   | 1906 - 2002 | 16 de agosto de 1994 | 16 de agosto de 1996 | PRSC    | Jacinto Peynado Garrigosa             |
| 10  |            | Leonel Antonio Fernández Reyna     | 1953 -      | 16 de agosto de 1996 | 16 de agosto de 2000 | PLD     | Jaime David Fernández Mirabal         |
| 11  |            | Rafael Hipólito Mejía Domínguez    | 1941 -      | 16 de agosto de 2000 | 16 de agosto de 2004 | PRD     | Milagros Ortiz Bosch                  |
| 12  |            | Leonel Antonio Fernández Reyna     | 1953 -      | 16 de agosto de 2004 | 16 de agosto de 2008 | PLD     | Rafael Alburquerque                   |
| 13  |            | Leonel Antonio Fernández Reyna     | 1953 -      | 16 de agosto de 2008 | 16 de agosto de 2012 | PLD     | Rafael Alburquerque                   |
| 14  |            | Danilo Medina                      | 1951 -      | 16 de agosto de 2012 | 16 de agosto de 2016 | PLD     | Margarita Cedeño                      |
| 14  |            | Danilo Medina                      | 1951 -      | 16 de agosto de 2016 | 16 de agosto de 2020 | PLD     | Margarita Cedeño                      |
| 15  |            | Luis Abinader                      | 1967 -      | 16 de agosto de 2020 | En el cargo          | PRM     | Raquel Peña                           |

En total han sido 49 los personajes que han alcanzado la jefatura del estado y del gobierno de la República Dominicana, ya sea por vías democráticas o no.

## Partidos políticos
- Partido de la Liberación Dominicana (PLD)
- Partido Revolucionario Moderno (PRM)
- Partido Revolucionario Dominicano (PRD)
- Partido Reformista Social Cristiano (PRSC)
- Partido Esperanza Democratica (PED)
- Partido Demócrata Institucional (PDI)
- Opción Democrática (OD)
- Alianza País (ALPAIS)
- Partido Socialista Verde (PASOVE)
- Fuerza Nacional Progresista (FNP)
- Partido Revolucionario Social Demócrata (PRSD)
- Bloque Institucional Social Demócrata (BIS)
- Alianza por la Democracia (APD)
- Unión Patriótica Antiimperialista (UPA)
- Partido Quisqueyano Demócrata Cristiano (PQDC)
- Unidad Democrática (UD)
- Partido Comunista Dominicano (PCD)
- Partido de Unidad Nacional (PUN)
- Partido Fuerza del Pueblo (FP)
- Partido Revolucionario Independiente (PRI)
- Partido Liberal de la República Dominicana (PLRD)
- Partido Nacional de Veteranos y Civiles (PNVC)
- Partido Popular Cristiano (PPC)
- Fuerza de la Revolución (FR)
- Partido Dominicanos por el Cambio (DXC)

- Datos: Q5828897